# Hanzel und Gretyl
Hanzel und Gretyl is een Amerikaans zangerduo/band, gespecialiseerd in Tanzmetall. Het oorspronkelijke duo bestaat uit Kaiser Von Loopy en Vas Kallas, die begonnen in februari 1993.

## Begin
Kaiser Von Loopy en Vas Kallas, van oorsprong New Yorkers, waren beiden gefixeerd op een mechanische toenadering van muziek. Als het menselijke element van musici uit elkaar valt bij hun voormalige bands (zoals Cycle Sluts From Hell), voelen de twee zich "Achter gelaten in de donkere bossen van de muziekbusiness". Hierdoor komen ze op het idee om het duo Hanzel und Gretyl te worden, vernoemd naar het al bekende Duitse sprookje Hänsel und Gretel.
Elk van hun release vertelt volgens hen een stukje van het verhaal.

## Albums
- 1995: "Ausgeflippt"
- 1997: "Transmissions from Uranus"
- 2003: "Uber Alles"